# Anușavan Salamanian
Anușavan Salamanian (n. 12 martie 1932, Bazargic, România – d. 24 august 2023) a fost un inginer de sunet român, care a realizat coloana sonoră la un număr mare de filme.

## Biografie
S-a născut la 12 martie 1932, în orașul Bazargic din județul Caliacra (pe atunci în România, iar astăzi în Bulgaria). A absolvit Institutul Unional de Tehnică Cinematografică din Leningrad, devenind inginer de sunet. A contribuit la realizarea coloanei sonore la un număr mare de filme printre care S-a furat o bombă (1962), Pădurea spânzuraților (1964), Străinul (1964), Răscoala (1966), Steaua fără nume (1966), Dacii (1967), Columna (1968), Mihai Viteazul (1971), majoritatea filmelor lui Sergiu Nicolaescu, Frații Jderi (1974), Ștefan cel Mare - Vaslui 1475 (1975), Nea Mărin miliardar (1979), Burebista (1980), Glissando (1985) ș.a.
A scris, în colaborare cu Sergiu Nicolaescu, scenariile a trei filme: Osînda (1976), Ultima noapte de dragoste (1980) și Ciuleandra (1985).
Anușavan Salamanian a realizat în studiourile de la Moscova în 1970 prima coloană sonoră stereofonică pe șase canale pentru un film românesc; este vorba de versiunea panoramică a filmului Mihai Viteazul pentru care a primit Premiul UNIATEC la Festivalul Internațional de Film de la Moscova. El a refăcut la începutul anilor 2000 coloanele sonore în versiune Dolby Surround ale unora dintre cele mai cunoscute filme istorice regizate de Sergiu Nicolaescu, Mihai Viteazul și Mircea.
A decedat la 24 august 2023, la vârsta de 91 de ani. A fost înmormânntat în Cimitirul Armenesc din Pantelimon (București).

## Filmografie

### Autor de coloană sonoră
- S-a furat o bombă (1962) - în colaborare cu Valentin Bude
- Tudor (1963)
- Străinul (1964)
- Pădurea spînzuraților (1965)
- Răscoala (1966)
- Steaua fără nume (1966)
- Dacii (1967)
- Columna (1968)
- Mihai Viteazul (1971)
- Atunci i-am condamnat pe toți la moarte (1972)
- Cu mîinile curate (1972)
- Veronica (1973) - în colaborare cu Oscar Coman
- Ultimul cartuș (1973)
- Veronica se întoarce (1973) - în colaborare cu Oscar Coman
- Trecătoarele iubiri (1974)
- Un comisar acuză (1974)
- Frații Jderi (1974) - în colaborare cu Silviu Camil
- Nemuritorii (1974)
- Ștefan cel Mare - Vaslui 1475 (1975) - în colaborare cu Silviu Camil
- Pe aici nu se trece (1975)
- Zile fierbinți (1975)
- Osînda (1976)
- Accident (1977) - în colaborare cu Andrei Papp
- Mama (1977)
- Războiul Independenței (serial TV, 1977)
- Pentru patrie (1978)
- Revanșa (1978) - în colaborare cu Andrei Papp și Nicolae Ciolcă
- Nea Mărin miliardar (1979) - în colaborare cu Andrei Papp
- Brațele Afroditei (1979)
- Mihail, cîine de circ (1979)
- Întoarcerea lui Vodă Lăpușneanu (1980)
- Ultima noapte de dragoste (1980)
- Burebista (1980) - în colaborare cu Silviu Camil
- Capcana mercenarilor (1981)
- Duelul (1981)
- Saltimbancii (1981)
- Întîlnirea (1982)
- Un saltimbanc la Polul Nord (1982)
- Viraj periculos (1983)
- Pe malul stîng al Dunării albastre (1983)
- Ringul (1984)
- Glissando (1984)
- Ciuleandra (1985)
- Trenul de aur (1986)
- Noi, cei din linia întîi (1986)
- François Villon – Poetul vagabond (1987)
- Mircea (1989)
- Coroana de foc (1990)
- A unsprezecea poruncă (1991)
- Tusea și junghiul (1992)
- Patul conjugal (1993)
- E pericoloso sporgersi (1993)
- Începutul adevărului (Oglinda) (1994)
- Punctul zero (1996)
- Asfalt Tango (1996)
- Omul zilei (1997)
- Triunghiul morții (1999)
- În fiecare zi Dumnezeu ne sărută pe gură (2001)
- Incidentul Ankara (2001)
- Turnul din Pisa (2002)
- Vlad Nemuritorul (2002)
- Niki Ardelean, colonel în rezervă (2003) - montaj sunet filmări video
- Ambasadori, căutăm patrie (2003)
- Milionari de weekend (2004)
- Sindromul Timișoara - Manipularea (2004)
- Nepoții lui Adam (2004)
- Estul sălbatic (2004)
- Sistemul nervos (2005)
- Femeia visurilor (2005)
- Legiunea Străină (2008)

### Scenarist
- Osînda (1976) - în colaborare cu Sergiu Nicolaescu
- Ultima noapte de dragoste (1980) - în colaborare cu Sergiu Nicolaescu
- Ciuleandra (1985) - în colaborare cu Sergiu Nicolaescu

## Premii și distincții
Inginerul de sunet Anușavan Salamanian a obținut opt premii pentru coloană sonoră ale Asociației Cineaștilor din România (ACIN):
- în anul 1971 - pentru filmul Mihai Viteazul[5]:p. 8
- în anul 1972 - pentru filmul Atunci i-am condamnat pe toți la moarte[5]:p. 11
- în anul 1973 - pentru filmul Veronica (ex-aequo cu Dan Ionescu pentru filmul Ciprian Porumbescu)[5]:p. 14
- în anul 1984 - pentru filmul Glissando[5]:p. 62
- în anul 1991 - pentru filmul A unsprezecea poruncă[5]:p. 95
- în anul 1992 - pentru filmul Hotel de lux (împreună cu Sotir Caragață)[5]:p. 100
- în anii 1996-1997 - pentru filmul Punctul zero[5]:p. 112
- în anii 2000-2001 - pentru filmul În fiecare zi Dumnezeu ne sărută pe gură.[5]:p. 8

La Gala Premiilor Gopo 2011 inginerul de sunet Anușavan Salamanian a primit Premiul pentru întreaga activitate.

### Decorații
- Ordinul Muncii clasa a III-a (10 august 1964) „pentru merite deosebite în opera de construire a socialismului, cu prilejul celei de a XX-a aniversări a eliberării patriei”[6]
- Ordinul național „Pentru Merit” în grad de Cavaler (1 decembrie 2000) „pentru realizări artistice remarcabile și pentru promovarea culturii, de Ziua Națională a României”[7]